# Charles Louis Bretagne de La Trémoille
Charles IV Louis Bretagne de La Trémoille (Quimper, 15 marzo 1683 – Mulhouse, 9 ottobre 1719) V duca di Thouars, era il figlio di Charles Belgique Hollande de La Trémoille and Madeleine de Créquy. Diventò Duca di Thouars alla morte del padre nel 1709.

## Biografia
Il 13 aprile 1706 sposò Marie-Madeleine Motier de La Fayette (1691–1717), figlia di Rene-Armand, marchese di La Fayette e Marie-Madeleine de Marillac e nipote della scrittrice francese Marie-Madeleine Pioche de la Vergne, comtesse de la Fayette.
Nel suo testamento, il padre di Marie-Madeleine lasciò in eredità a suo cugino Charles Motier de Champetieres, Barone de Vissac, ed ai suoi discendenti maschi il nome e le proprietà della casata di Lafayette invece che a sua figlia Marie-Madeleine; le lasciò, tuttavia, il godimento dei terreni appartenenti alla famiglia. Seguendo l'esempio di suo padre, Marie-Madeleine trasmise per testamento i terreni della famiglia La Fayette, a suo cugino di primo grado di sei anni Jacques-Roch Motier, rappresentante del ramo degli Champetières.
Jacques-Roch Motier era lo zio di Gilbert du Motier, marquis de La Fayette, esponente di spicco della guerra d'indipendenza americana e della rivoluzione francese. È quindi per merito della duchesse de la Trémoille (ultima del ramo primogenito dei La Fayette) che il celebre marchese porta quel nome.

## Figli
Charles Louis Bretagne de La Trémoille e Marie-Madeleine Motier de La Fayette ebbero un solo figlio:
- Charles Armand René de La Trémoille, duc de Thouars; sposò sua cugina Marie Hortense de La Tour d'Auvergne figlia di sua zia Marie Armande de La Trémoille e di suo marito il Duca di Bouillon.

## Ascendenza
|                                              |                          |                                            | Genitori                                   |  |  | Nonni |  |  | Bisnonni                 |  |  | Trisnonni                  |  |
|                                              |                          |                                            |                                            |  |  |       |  |  | 8. Henri de La Trémoille |  |  | 16. Claude de La Trémoille |  |
|                                              |                          |                                            |                                            |  |  |       |  |  | 8. Henri de La Trémoille |  |  | 16. Claude de La Trémoille |  |
|                                              |                          | 17. Charlotte Brabantina van Oranje-Nassau |                                            |  |  |       |  |  | 8. Henri de La Trémoille |  |  |                            |  |
| 4. Henri Charles de La Trémoille             |                          |                                            |                                            |  |  |       |  |  | 8. Henri de La Trémoille |  |  |                            |  |
|                                              |                          | 9. Marie de La Tour d'Auvergne             | 18. Henri de La Tour d'Auvergne            |  |  |       |  |  |                          |  |  |                            |  |
|                                              |                          | 9. Marie de La Tour d'Auvergne             | 18. Henri de La Tour d'Auvergne            |  |  |       |  |  |                          |  |  |                            |  |
|                                              |                          | 9. Marie de La Tour d'Auvergne             | 19. Elisabeth van Oranje-Nassau            |  |  |       |  |  |                          |  |  |                            |  |
| 2. Charles Belgique Hollande de La Trémoille |                          | 9. Marie de La Tour d'Auvergne             |                                            |  |  |       |  |  |                          |  |  |                            |  |
|                                              |                          | 10. Wilhelm V von Hessen-Kassel            | 20. Moritz von Hessen-Kassel               |  |  |       |  |  |                          |  |  |                            |  |
|                                              |                          | 10. Wilhelm V von Hessen-Kassel            | 20. Moritz von Hessen-Kassel               |  |  |       |  |  |                          |  |  |                            |  |
|                                              |                          | 10. Wilhelm V von Hessen-Kassel            | 21. Agnes zu Solms-Laubach                 |  |  |       |  |  |                          |  |  |                            |  |
| 5. Emilie von Hessen-Kassel                  |                          | 10. Wilhelm V von Hessen-Kassel            |                                            |  |  |       |  |  |                          |  |  |                            |  |
|                                              |                          | 11. Amalie Elisabeth von Hanau-Münzenberg  | 22. Philipp Ludwig II von Hanau-Münzenberg |  |  |       |  |  |                          |  |  |                            |  |
|                                              |                          | 11. Amalie Elisabeth von Hanau-Münzenberg  | 22. Philipp Ludwig II von Hanau-Münzenberg |  |  |       |  |  |                          |  |  |                            |  |
|                                              |                          | 11. Amalie Elisabeth von Hanau-Münzenberg  | 23. Catharina Belgica van Oranje-Nassau    |  |  |       |  |  |                          |  |  |                            |  |
| 1. Charles Louis Bretagne de La Trémoille    |                          | 11. Amalie Elisabeth von Hanau-Münzenberg  |                                            |  |  |       |  |  |                          |  |  |                            |  |
|                                              | 12. Charles II de Créquy | 24. Charles I de Créquy                    |                                            |  |  |       |  |  |                          |  |  |                            |  |
|                                              | 12. Charles II de Créquy | 24. Charles I de Créquy                    |                                            |  |  |       |  |  |                          |  |  |                            |  |
|                                              | 12. Charles II de Créquy | 25. Françoise de Bonne                     |                                            |  |  |       |  |  |                          |  |  |                            |  |
| 6. Charles III de Créquy                     | 12. Charles II de Créquy |                                            |                                            |  |  |       |  |  |                          |  |  |                            |  |
|                                              |                          | 13. Anne de Grimoard de Beauvoir           | 26. Claude Grimoard de Beaurevoir          |  |  |       |  |  |                          |  |  |                            |  |
|                                              |                          | 13. Anne de Grimoard de Beauvoir           | 26. Claude Grimoard de Beaurevoir          |  |  |       |  |  |                          |  |  |                            |  |
|                                              |                          | 13. Anne de Grimoard de Beauvoir           | 27. Marie d'Albert de Luynes               |  |  |       |  |  |                          |  |  |                            |  |
| 3. Madeleine Marguerite de Créquy            |                          | 13. Anne de Grimoard de Beauvoir           |                                            |  |  |       |  |  |                          |  |  |                            |  |
|                                              |                          | 14. Gilles de Saint-Gelais                 | 28. Artus de Saint Gelais                  |  |  |       |  |  |                          |  |  |                            |  |
|                                              |                          | 14. Gilles de Saint-Gelais                 | 28. Artus de Saint Gelais                  |  |  |       |  |  |                          |  |  |                            |  |
|                                              |                          | 14. Gilles de Saint-Gelais                 | 29. Françoise de Souvré                    |  |  |       |  |  |                          |  |  |                            |  |
| 7. Anne-Armande de Saint-Gelais              |                          | 14. Gilles de Saint-Gelais                 |                                            |  |  |       |  |  |                          |  |  |                            |  |
|                                              |                          | 15. Marie de La Vallée-Fossez              | 30. Gabriel de La Vallée-Fossez            |  |  |       |  |  |                          |  |  |                            |  |
|                                              |                          | 15. Marie de La Vallée-Fossez              | 30. Gabriel de La Vallée-Fossez            |  |  |       |  |  |                          |  |  |                            |  |
|                                              |                          | 15. Marie de La Vallée-Fossez              | 31. Nicole Françoise de Malhortie          |  |  |       |  |  |                          |  |  |                            |  |
|                                              |                          | 15. Marie de La Vallée-Fossez              |                                            |  |  |       |  |  |                          |  |  |                            |  |

## Fonti
- Georges Paul, Pierre Balme et Marie-Louise Le Verrier, Une grande famille d'Auvergne Les Motier de La Fayette, imprimerie de Bussac, parution en 1951